# TT C3
La tombe thébaine C3 est une ancienne tombe égyptienne située à Cheikh Abd el-Gournah, une partie de la nécropole thébaine sur la rive ouest du Nil en face de Louxor à Thèbes, en Haute-Égypte.  
C'est le lieu de sépulture du noble égyptien, Amenhotep, un prêtre d'Amon.  
Après la découverte initiale de la tombe en 1880, son emplacement a été perdu pendant environ cent-trente ans, lorsque le sépulcre a été enterré dans du sable flottant. Il a été redécouvert en mars 2009 par une équipe belge examinant le site.  
Le sépulcre est situé près de la tombe TT29, et non, comme on le supposait depuis de nombreuses années, près de TT61. Une statue d'Amenhotep a été trouvée dans la tombe de Sennéferi, TT99, et peut-être liée à lui d'une manière ou d'une autre. La tombe a été enregistrée par Karl Piehl dans les années 1880, et c'est le seul enregistrement de sa décoration et de son contenu avant sa redécouverte en 2009. 

## Description
Le tombeau se compose d'une enceinte et d'une grande salle divisée en deux parties par six colonnes.